# Семёнов, Борис Тимофеевич
Борис Тимофеевич Семёнов (12 мая 1935 — 17 мая 2010) — советский футболист, полузащитник, защитник. Заслуженный тренер РСФСР (1980).

## Биография
Учился в 33-й школе в Хабаровске. Организованно заниматься футболом начал в команде «Динамо», игравшей на соседнем стадионе. Окончив механический техникум, по распределению должен был ехать в Красноярск, но после призыва на армейскую службу стал играть за СКА (Хабаровск), где провёл всю карьеру, был капитаном команды. В 1957—1966 годах сыграл 245 матчей, забил 21 мяч.
Отличался работоспособностью, самоотверженностью, отличным пониманием игры. Бо́льшую часть карьеры провёл на позициях правого полузащитника и центрального защитника.
8 июня 1958 года в гостевом матче против «Томича» забил мяч непосредственно из аута: вратарь Лиханов после дальнего броска Семёнова в штрафную коснулся мяча руками, и гол был засчитан.
В 1963 году вместе с командой дошёл до 1/4 финала Кубка СССР.
Завершив игровую карьеру, в 1968—1970 годах, был помощником старшего тренера. В 1971 году возглавил команду, приведя в команду большую группу куйбышевских (где получал тренерскую лицензию — «Крылья Советов», СКА и «Торпедо») футболистов (Воронин, Ковалёв, Кораблёв, Котляров, Минеев, Петров, Старков, Старухин, Тимофеев), для прохождения воинской службы в СКА. По итогам сезона 1979 года команда под его руководством вышла в первую лигу, где в следующем году заняла 6 место. В 1983 году был начальником команды. Позже много лет проработал в муниципальной спортивной детско-юношеской школе Хабаровска.
В мае 2010 года был организован турнир на Кубок заслуженного тренера России Бориса Семёнова в честь его 75-летия. Через несколько дней после юбилея Семёнов скончался. Впоследствии турнир стал традиционным.